# رالی کرواسی ۲۰۲۳
رالی کرواسی ۲۰۲۳ یک رویداد اتومبیل رانی برای اتومبیل‌های رالی بود که طی چهار روز بین ۲۰ و ۲۳ آوریل ۲۰۲۳ در کشور کرواسی برگزار شد. این رالی چهل و هفتمین دوره مسابقات رالی کرواسی بود، چهارمین دور از مسابقات رالی قهرمانی جهان ۲۰۲۳، مسابقات رالی قهرمانی جهان ۲ و مسابقات رالی قهرمانی جهان ۳ بود. این رویداد همچنین دومین دور از مسابقات رالی قهرمانی نوجوانان جهان در سال ۲۰۲۳ نیز بود. این رویداد در زاگرب در کرواسی مرکزی در ۲۰ مرحله ویژه برگزار شد که در مجموع مسافت رقابتی ۳۰۱٫۲۶ کیلومتر (۱۸۷٫۱۹ مایل) را پوشش می‌داد.